# 布氏掌突蟾
布氏掌突蟾（学名：Leptobrachella bourreti），一种分布于越南、泰国及中国南方等地区的两栖动物，隶属于角蟾科掌突蟾属。模式产地为越南老街省沙巴。

## 保护
本种于2023年被收录入《有重要生态、科学、社会价值的陆生野生动物名录》。